# Sudestada

Posizione dei sistemi meteorologici in una situazione di "sudestada" piovosa: anticiclone (A) e depressione (D).

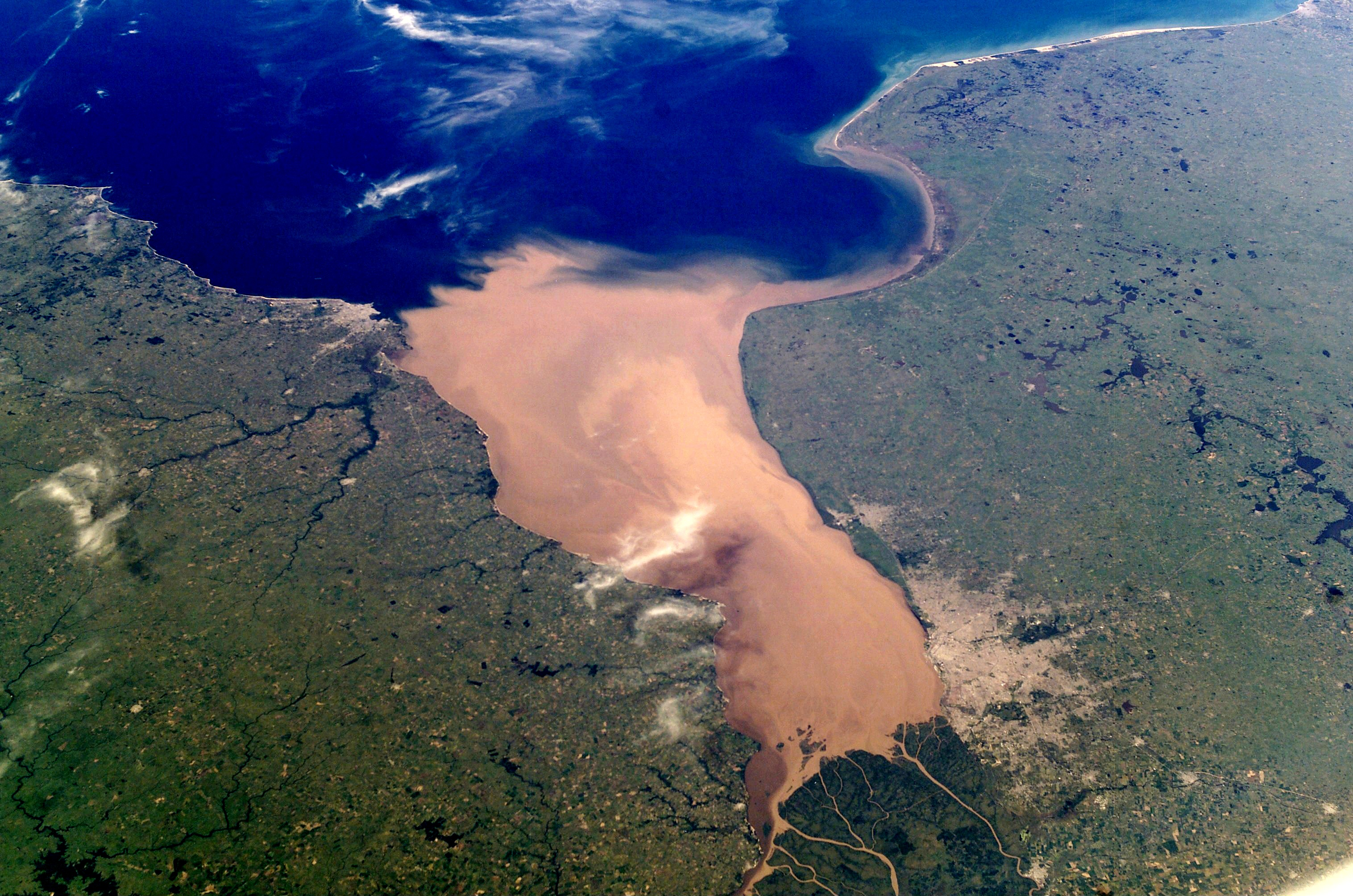
Fotografia aerea del Río de la Plata. La riva destra corrisponde all'Argentina e la sinistra all'Uruguay.

La Sudestada è un fenomeno meteorologico comune in una vasta area del Río de la Plata, che è un estuario formato dalla confluenza dei fiumi Uruguay e Paraná, che colpisce principalmente l'Argentina e l'Uruguay.
Consiste in una rapida rotazione dei venti freddi dal sud al quadrante sud-est, che satura le masse d'aria polari dell'umidità oceanica. Questo improvviso cambiamento, che tempera le basse temperature, generalmente genera precipitazioni a intensità variabile (da forti piogge a basse). Sulla costa e nelle aree costiere popolate come La Boca vi sono onde pericolose e sono frequenti le inondazioni. La circolazione atmosferica aumenta l'intensità del vento.
La Sudestada è più comune dalla fine dell'autunno e dell'inverno. Il 90% dei giorni con Sudestada tende ad esserci tra i mesi di aprile e dicembre.

## Tipi e cause della tempesta
Una tempesta può aver luogo con o senza precipitazioni (meno frequente) e quest'ultima è causata da un sistema ad alta pressione centrato a sud-ovest della Provincia di Buenos Aires con venti persistenti alla foce del fiume.
Una tempesta con pioggia, d'altra parte, è generata dall'effetto combinato di due sistemi: una zona ad alta pressione situata nell'Oceano Atlantico al largo della costa centrale della Patagonia, che porta aria fredda nell'atmosfera a est della provincia di Buenos Aires e a sud del litorale argentino e uruguaiano, e un sistema a bassa pressione situato nell'Argentina centro-meridionale, la Mesopotamia argentina e l'Uruguay occidentale, dove l'aria calda e umida prevale nella stessa regione. Quando la pressione diminuisce in quest'ultimo sistema, aumentano i venti sudorientali.